# Monte Cornoviglio
Il monte Cornoviglio (1.162  )è una vetta dell'appennino ligure, lungo il crinale spartiacque Magra Vara. 

## Descrizione
Si erge a quota 1162 a cavallo tra i Comuni di Calice al Cornoviglio fino al 1863 Calice (in ligure Calése), Mulazzo e Tresana. 
La vetta che domina parte della Val di Magra e della Val di Vara, è visibile ad occhio nudo dal molo Italia di La Spezia, da alcune aree di ponente del Golfo dei Poeti, dalla bassa Val di Magra e dal monte San Nicolao, al confine tra le Province di La Spezia e Genova. Domina a vista d'occhio l'Alta Versilia, i rilievi costieri del Golfo dei Poeti e della Riviera Spezzina. 
Nelle giornate terse si può godere della vista della Corsica. Si tratta di un vero e proprio balcone naturale, inserito nel circuito escursionistico dell'Alta Via dei Monti Liguri. 

## Accessi
È raggiungibile sia dal passo di Monte Alpicella 724 m., attraverso il passo delle Nove Fontane (996 m) che mette in comunicazione la vallata di Calice al Cornoviglio con quella di Parana (Mulazzo), che dal passo dei Casoni (990 m) attraverso uno sterrato, che corre lungo i fianchi occidentali del monte stesso. 
Uno degli accessi alla vetta è rappresentato dal sentiero che dalla Borra di Portumaggio (in idioma locale Piana di Prete Maggio) sita a quota 1028. Fino a quarant'anni ora sono era considerata terra di pascolo, dove si praticava una specie di transumanza. Macchie di mirtilli e lamponi costellavano i ripidi fianchi dei monti, mentre nelle sottostanti faggete si trovavano porcini e altri funghi. 
Gli eventi alluvionali del 25 ottobre 2011 hanno lasciato una profonda ferita sul fianco sud del Monte Cornoviglio, ai cui piedi si apre l'ampio Fosso concentrico di Calice, punteggiato da numerosi insediamenti. Santa Maria, Villagrossa, Calice Castello, Borseda, Debeduse ed altre località ancora. Sullo sfondo svetta il campanile della chiesa di Beverone, costruita sulla cima del Monte Nero.